# 돛자리 초은하단
돛자리 초은하단(Vela Supercluster, Vela SCl, VSCL)은 남반구에 있는 별자리인 돛자리를 중심으로 있는 회피대(ZOA) 부근에 있는, 지구로부터 약 265.5 메가파섹(8억 7천만 광년) 떨어져 있는 거대한 초은하단이다. 우주에서 발견된 가장 거대한 우주구조 중 하나로 하늘의 약  25 × 20각도를 덮고 있다. 돛자리 초은하단은 2개 장벽으로 구성되어 있는데 각각 넓은 주장벽과 좁은 보조장벽으로 나눠진다. 초은하단은 두 장벽이 합쳐진 형태로, 주장벽의 크기는 115 km/s Mpc이고 보조장벽의 크기는 90 km/s Mpc로 각각 3억 8,500만 광년과 3억 광년 크기에 해당한다. 이는 우리 은하 질량의 약 1,000배에 해당하며 질량은 약 1 × 1015 M☉에 해당한다. 분광학적 분석 결과 약 20개의 우주 초기 은하단이 확인되었다.

## 역사
돛자리 초은하단은 2016년 12월 케이프타운 대학교의 크란-코르테베그 등의 연구진이 앵글로-오스트레일리아 천문대(AAO)의 AAO메가 광섬유 광학관측경과 남아프리카 공화국 대형 망원경(SALT)을 사용한 2dF 은하 적색편이 탐사의 통합 데이터에서 4,500개 은하의 적색편이를 분석하면서 처음으로 발견되었다. 연구진은 우리 은하의 은하수로 가려진 수천 개의 은하를 다중분광관측을 통해 분석했는데, 돛자리 지역에 8개의 새로운 성단이 존재한다는 것을 확인했다. 이후 오스트레일리아 천문대에서 은하 적색편이를 확인해 새로운 초은하단 구조의 크기를 밝혀냈다.
이 초은하단은 우리 은하의 은하수 원반 내에 있어 원반 때문에 시야에 가려져서 반대편이 보이지 않는 영역에 존재한다. 이 영역은 구어체로 회피대(ZOA)로 알려져 있다. 이 때문에 돛자리 초은하단은 은하 원반의 가스와 먼지를 통과할 수 있는 더 긴 파장의 영역의 빛인 적외선, 마이크로파, 전파 주파수 대역에서만 연구가 가능하다.

## 특성
돛자리 초은하단은 현재 암흑류라고 알려진 우주 마이크로파 배경과 관련해서 은하수와 태양계가 현재 이동하고 있는 방향에 있다. 이 움직임은 우주팽창로 발생하는 은하의 일반적인 허블류 현상보다 매우 많다는 사실이 밝혀졌다. 플랑크 인공위성은 관측 결과 암흑류가 존재한다는 증거를 발견하진 못했지만, 이런 급격한 흐름은 인근에 있는 섀플리 초은하단와 라니아케아 초은하단의 중심에 있는 거대 인력체의 영향이 있을 수 있다고 분석했다. 이런 '특이흐름'에서 돛자리 초은하단은 최소 50 km/s (180,000 km/h) 정도의 속도만큼 영향을 준다고 분석했다.
이를 발견한 논문에서는 이 초은하단을 테라 인코그니타(Terra incognita, 미지의 땅)이라고 묘사했는데 연구진들은 "이제야 막 윤곽을 파악하기 시작한 인근 우주에 있는 미지의 거대대륙"이라고 말했다. 특히 돛자리 초은하단은 관측 가능한 지역이 은하수의 별과 먼지들로 가려져서 전혀 조사하지 못해 정확한 크기와 질량, 영향력은 아직 미지수이다. 다만 향후 타이판 은하 탐사 등을 통해 돛자리 초은하단에 대한 추가적인 데이터를 얻을 수 있을 것이라고 말하고 있다.

## 같이 보기
- CfA2 장성
- 직각자자리 은하단
- 처녀자리 초은하단
- 거대 우주 구조 목록

## 참고 문헌
- Renée C. Kraan-Korteweg, Thomas H. Jarrett, Ahmed Elagali, Michelle E. Cluver, Maciej Bilicki, Matthew M. Colless (2015). “The Unveiling of the newly discovered Vela Supercluster” (PDF). 《Proceedings of the SALT Science Conference 2015》 (Proceedings of Science, June 2015에 출판됨): 40. Bibcode:2015salt.confE..40K. doi:10.22323/1.250.0040. PoS(SSC2015)040.